# سيرغي فيكتوروفيتش جادان
سيرغي فيكتوروفيتش جادان (بالأوكرانية: Сергі́й Ві́кторович Жада́н) (ولد في 23 أغسطس 1974 في ستاروبيلسك، في شرق اوكرانيا) - أديب وشاعر ونشاط مدني وثقافي ومترجم أوكراني. معروف بشكل كبير في أوكرانيا برواياته «ديبيتش مود» و «فوروشيلوفغراد» و«ميسوبوتاميا» ودواوين «إثيوبيا» و «حياة مريم» و «داوٍ». يعد واحد من أفضل الأدباء من دول الاتحاد السوفياتي سابقاً.

## نشاته ودراسته
ولد ونشأ في مدينة ستاروبيلسك. درس في جامعة غريغوري سكوفورودا التربية الوطنية في خاركيف في كلية اللغات. تخرج من الجامعة عام 1996 بأطروحة عن أعمال ميخائيلو سيمنكو والمدرسة المستقبلية الأوكرانية في العشرينيات.
عمل أستاذاً في نفس الجامعة ودرّس الآداب الأوكرانية والعالمية في الفترة مابين 2000 و 2004.

## مسيرته الأدبية
بدأ جادان بكتابة الشعر في مطلع التسعينيات وعدّت كتاباته تجديدا في الشعر الأوكراني لابتعادها عن الأسلوب العاطفي وإحيائها لتقاليد العشرينيات الشعرية الطليعية. يتميز اسلوبه بخليط من اللغة المحكية والاندفاع، وويرسم في أشعاره صورة لحياة الناس «المنسيين» في مسقط رأسه في شرق أوكرانيا (الدون). شارك في إنشاء نقابة الأدباء «الشوكة الحمراء» في سنة 1991. صدر ديوانه الأول «جنرال يودا» عام 1995، وصدر له إلى اليوم 14 ديوان شعري و 8 روايات.
في عام 2008 رشحت الترجمة الروسية لروايته «الفوضى في أوكرانيا» في القائمة القصيرة لأكثر الكتب مبيعا، ونالت جائزة أفضا كتاب في معرض موسكو الدولي للكتاب.
في عام 2009 نال جائزة جوزيف كونراد-كورزينوفسكي الأدبية.
أشهر أعماله النثرية رواية «فوروشيلوفغراد» (اسم قديم المدينة لوهانسك) التي صدرت عام 2010. تدور احداث القصة حول رجل يدعى هيرمان يملك أخوه محطة بنزين ويختفي فجأة، ويحاول زعيم مافيا محلية وضع اليد على محطة بنزين التي أمست بدون صاحب. يفهم هيرمان انه يجب ان يدافع عن المحطة وتبدأ مواجهته مع المافيا. حصلت الرواية على جائزة الBBC-أوكرانيا لأفضل رواية في العقد.
في عام 2012 فازت روايته «طلقة وسكين» بجائزة كتاب العام، وفي عام 2014 فازت قصائده المختارة «دينامو خاركيف» بجائزة كتاب العام في أوكرانيا.
نال أيضا في عام 2014 جائزة يان ميخالسكي السويسرية للأدب على رواية «الطريق إلى الدونباس».
في يونيو 2022 أعلن فوز غادان بجائزة السلام الألمانية لتجارة الكتب.
ترجمت نصوصه إلى اللغات الإنجليزية والألمانية والروسية والبولندية، وترجم هو الشعر من الألمانية والإنجليزية والبيلاروسية والروسية (بما في ذلك تصانيف تشارلز بوكوفسكي وباول سيلان).

## النشاطاته الاجتماعية
شارك في عام 2004 في الثورة البرتقالية ضد الفساد في الدولة، وقاد مخيما احتجاحيا في خاركيف، وعبر مع تعاطفه مع اللاسلطويين واتخذ مواقف يسارية في بعض أعماله شارك في الميدان الأوروبي في خاركيف عام 2014 وأصيب في الاشتباكات التي جرت بين أنصار وخصوم الميدان.

## روابط خارجية
- سيرغي فيكتوروفيتش جادان على موقع IMDb (الإنجليزية)
- سيرغي فيكتوروفيتش جادان على موقع مونزينجر (الألمانية)
- سيرغي فيكتوروفيتش جادان على موقع ميوزك برينز (الإنجليزية)
- سيرغي فيكتوروفيتش جادان على موقع ديسكوغز (الإنجليزية)
- سيرغي فيكتوروفيتش جادان على موقع قاعدة بيانات الفيلم (الإنجليزية)